# Justicia macrantha
Justicia macrantha là một loài thực vật có hoa trong họ Ô rô. Loài này được Benth. mô tả khoa học đầu tiên năm 1841.